# 十堰市人民政府
十堰市人民政府（简称十堰市政府），是中华人民共和国湖北省十堰市的行政管理机关。

## 历史沿革
1969年，设立十堰市（县级市），属郧阳专署领导。1970年2月，成立十堰市革命委员会（十堰市革委会），下设25个工作机构。1973年2月，十堰市改为湖北省省辖市，下设33个工作部门。1975年1月，十堰市革委会与二汽革委会合井，实行政企合一管理体制。1979年12月，十堰市第二届人民代表大会第一次会议根据《地方组织法》，将十堰市革委会改为十堰市人民政府，仍保留为政企合一体制。1982年，撤销政企合一体制，机构分设。十堰市人民政府隶属湖北省人民政府领导；二汽隶属中华人民共和国第一机械工业部领导。
1994年9月29日，国务院同意撤销郧阳地区，与十堰市实行地、市合并，实行市领导县体制。随后郧阳地区行政公署与十堰市人民政府合并，组建新的十堰市人民政府。

## 机构设置
根据2019年《十堰市机构改革方案》，十堰市人民政府设置33个工作部门：
（十堰市民族宗教事务委员会与中共十堰市委统一战线工作部合署办公，列入市政府工作部门序列，不计入市政府机构个数。）
政府工作部门
- 十堰市人民政府办公室
- 十堰市发展和改革委员会（十堰市粮食局）
- 十堰市教育局
- 十堰市科学技术局
- 十堰市经济和信息化局
- 十堰市公安局
- 十堰市民政局
- 十堰市司法局
- 十堰市财政局
- 十堰市人力资源和社会保障局
- 十堰市自然资源和规划局
- 十堰市生态环境局
- 十堰市住房和城乡建设局
- 十堰市交通运输局
- 十堰水利和湖泊局（十堰市河湖长制办公室）
- 十堰市农业农村局
- 十堰市商务局
- 十堰市文化和旅游局（十堰市广播电视局、十堰市体育局）
- 十堰市卫生健康委员会
- 十堰市退役军人事务局
- 十堰市应急管理局
- 十堰市审计局
- 十堰市人民政府国有资产监督管理委员会
- 十堰市市场监督管理局（十堰市知识产权局）
- 十堰市统计局
- 十堰市医疗保障局
- 十堰市人民防空办公室（十堰市地震局）
- 十堰市人民政府研究室
- 十堰市人民政府扶贫开发办公室
- 十堰市地方金融工作局（十堰市人民政府金融领导小组办公室）
- 十堰市行政审批局（十堰市政务服务和大数据管理局、十堰市公共资源交易监督管理局）
- 十堰市城市管理执法委员会
- 十堰市林业局

派出机构
- 十堰经济技术开发区管理委员会

## 历任市长
- 黄正夏（1979年12月－1982年6月）
- 李广智（1983年2月－1983年10月）
- 厉有为（1984年10月－1986年5月）
- 冯友仁（1986年5月－1989年3月）
- 邓国政（1989年3月－1990年3月）
- 吴发育（1990年3月－1994年10月）

地市合并后
- 吴发育（1995年2月－1997年2月）
- 马荣华（1997年3月－2001年1月）
- 赵斌（2001年1月－2002年12月）
- 陈天会（2002年12月－2008年3月）
- 汪鸿雁（2008年3月－2008年7月，代理）
- 张嗣义（2008年7月－2010年6月）
- 周霁（2010年6月－2012年8月）
- 张维国（2012年8月[4]－2016年12月）
- 陈新武（2016年12月[5]－2021年4月）
- 黄剑雄（2021年5月－2022年12月）
- 王永辉（2022年12月－）